# ادموند پاردوم
ادموند پاردوم (انگلیسی: Edmund Purdom؛ ‏ ۱۹ دسامبر ۱۹۲۴ – ۱ ژانویهٔ ۲۰۰۹) بازیگر و صداپیشه اهل بریتانیا بود. وی بین سال‌های ۱۹۵۰ تا ۲۰۰۱ میلادی فعالیت می‌کرد.
از فیلم‌هایی که وی در آن نقش داشته است، می‌توان به سرخ و سیاه، آتور شکست‌ناپذیر، خون سرخ، لافایت، خاطرات آنه فرانک، ژولیوس سزار، تایتانیک، سینوهه، مردی که می‌خندد، قطعه، دون بوسکو، آتنا، شوالیه‌های سفر تجسسی، شکاف و ۲۰۱۹، پس از سقوط نیویورک اشاره کرد.